# Microgastrura duodecimoculata
Microgastrura duodecimoculata är en urinsektsart som beskrevs av Stach 1922. Microgastrura duodecimoculata ingår i släktet Microgastrura och familjen Hypogastruridae. Inga underarter finns listade i Catalogue of Life.